# Fumetti di Aliens vs. Predator

## Elenco dei fumetti
- Aliens vs. Predator (Novembre 1989 - Febbraio 1990)
- Aliens vs. Predator (Luglio - Dicembre 1990) aka Aliens versus Predator
- Aliens vs. Predator (Aprile 1991)
- Aliens vs. Predator 2 (Gennaio 1992 - Febbraio 1993) aka Aliens vs. Predator II
- Aliens vs. Predator: Deadliest of the Species (Luglio 1993 - Agosto 1995) aka Aliens/Predator: The Deadliest of the Species
- Aliens vs. Predator: Blood Time (Settembre 1994)
- Aliens vs. Predator: Duel (Marzo - Aprile 1995)
- Aliens vs. Predator: War (Maggio - Agosto 1995) aka Aliens versus Predator: War e Aliens/Predator: War
- Aliens vs. Predator: Booty (Gennaio 1996) aka Aliens versus Predator: Booty
- Dark Horse Classics - Aliens versus Predator (Febbraio - Luglio 1997)
- Aliens vs. Predator: Eternal (Giugno - Settembre 1998) aka Aliens versus Predator: Eternal
- Aliens vs. Predator: Annual #1 (Luglio 1999)
  - Aliens vs. Predator: Hell-Bent
  - Aliens vs. Predator: Pursuit
  - Aliens vs. Predator: Lefty's Revenge
  - Aliens vs. Predator: Chained to Life and Death
  - Aliens vs. Predator: Old Secrets
- Aliens vs. Predator: The Web (Settembre - Ottobre 1999)

- Aliens vs. Predator: Xenogenesis (Dicembre 1999 - Marzo 2000) aka Aliens vs. Predator: Genocide
- Alien vs. Predator: Il brivido della caccia (Alien vs. Predator: Thrill of the Hunt) (Settembre 2004)
- Alien vs. Predator: Whoever Wins...We Lose (Novembre 2005)
- Alien vs. Predator: Sand Trap (Ottobre 2007)
- Aliens vs. Predator: Deadspace (Marzo 2008)
- Alien vs. Predator: Civilized Beasts (Aprile 2008)
- Aliens vs. Predator: Three World War (Gennaio - Settembre 2010)
- Aliens vs. Predator: Special Collector's Edition (Febbraio 2010)
- Alien vs. Predator: Fire and Stone (Ottobre 2014 - Gennaio 2015)
- Alien vs. Predator: Life and Death (Dicembre 2016 - Marzo 2017)

### FumettiAliens: Space Marines
- Aliens vs. Predator: The Ultimate Battle (1992)

### EdizioniOmnibus
| Volume                                | Data di uscita | Storie contenute                                                                                           |
| ------------------------------------- | -------------- | --- |
| Aliens vs. Predator Omnibus: Volume 1 | Giugno 2007    | Aliens vs. Predator, Blood Time, Duel, War, Eternal, Old Secrets e The Web                                 |
| Aliens vs. Predator Omnibus: Volume 2 | Ottobre 2007   | Deadliest of the Species, Booty, Hell-Bent, Pursuit, Lefty's Revenge, Chained to Life and Death e Genocide |

### Fumetti Crossover
- Overkill: Witchblade/Aliens/Darkness/Predator (Novembre - Dicembre 1999)
- Aliens versus Predator versus The Terminator (Aprile - Luglio 2000)
- Witchblade/Aliens/Darkness/Predator: Mindhunter (Dicembre 2000 - Febbraio 2001)
- Superman and Batman versus Aliens and Predator (Gennaio - Febbraio 2007)
- Predator vs. Judge Dredd vs. Aliens (Luglio - Ottobre 2016)